# Acacia wetarensis
Acacia wetarensis — вид квіткових рослин з родини бобових. Ареал: Індонезія (Малі Зондські острови, острів Ветар); Східний Тимор.
Acacia wetarensis має товсту, шорстку кору, а усталені дерева, здається, відносно вогнестійкі та адаптовані до регулярних трав'яних пожеж у посушливий сезон, як і інші споріднені види групи Acacia aulacocarpa на півночі Австралії.